# Natitingou I

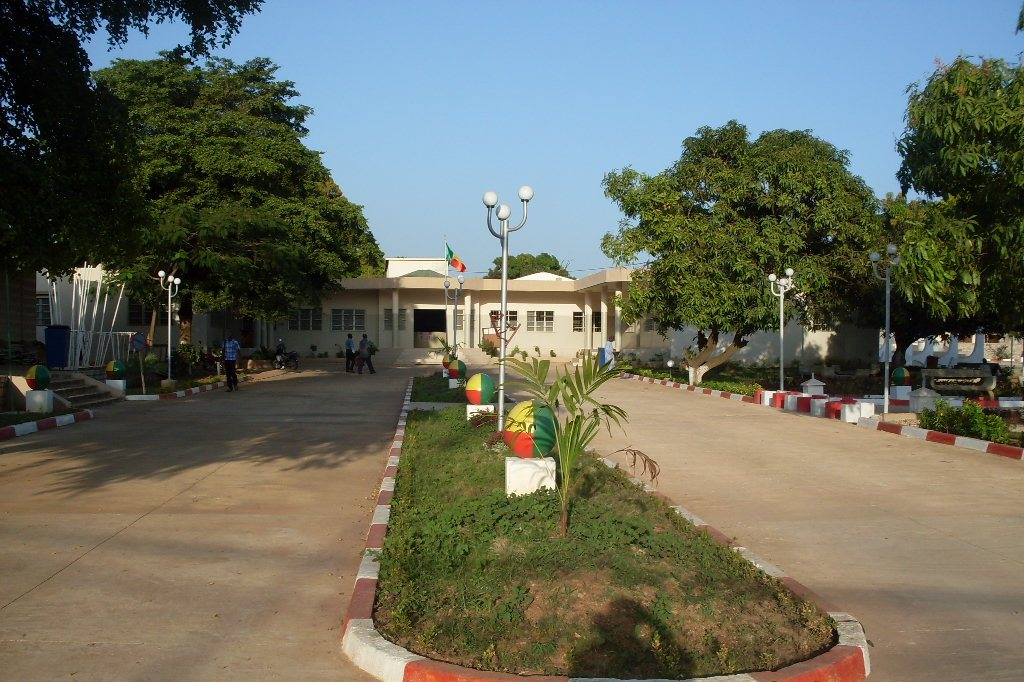
Rathaus von Natitingou (2011)

Natitingou I ist ein Arrondissement im Departement Atakora in Benin. Es ist eine Verwaltungseinheit, die der Gerichtsbarkeit der Kommune Natitingou untersteht.

## Geographie
Natitingou I setzt sich aus sechs Siedlungen zusammen: Bagri, Djindjiré-béri, Kantchagoutamou, Sountchirantikou, Tchirimina und Yokossi.

## Demographie
Gemäß der Volkszählung von 2013 hatte Natitingou I 12.309 Einwohner, davon waren 5897 männlich und 6412 weiblich.